# Via Herculia

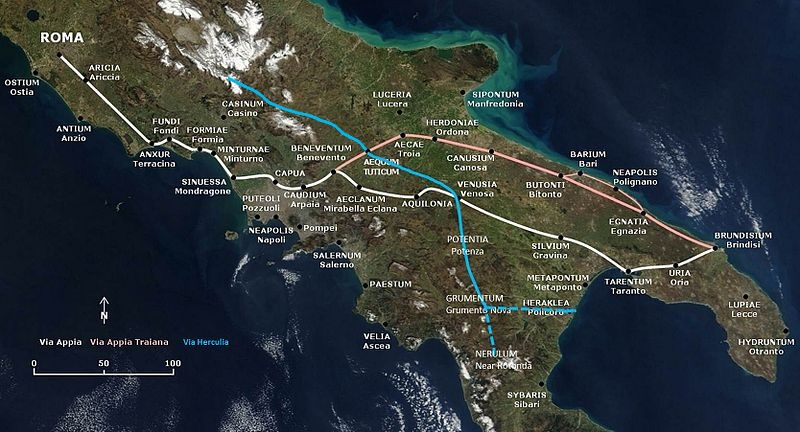
Via Herculea ou Herculia ou Erculea, IIIe siècle

La via Herculia ou Herculea ou Erculea est une antique  voie romaine qui reliait le Samnium à la Lucanie.

## Histoire
La via Herculea a été réalisée à la fin du IIIe siècle par la volonté de Dioclétien. La voie doit son nom à 
Maximien Hercule, cesare et augusto   pendant la  Tetrarchie qui en a assuré l'achèvement.
La voie se détachait de la via Traiana dans le Samnium méridional au niveau de  Aequum Tuticum, et procédait vers le sud vers le centre de la Lucanie. Elle desservait Venusia où elle croisait la via Appia, Potentia et Grumentum. 
La totalité de son tracé n'est pas encore connu. Les historiens doutent sur la direction de la route après Grumentum. L'hypothèse la plus admise depuis le XIXe siècle est que la via Herculia poursuivait vers le sud en passant par la station de Semuncla, jusqu'à Nerulum, à proximité de laquelle la voie rejoignait la Via Popilia, Capua-Regium,.
D'autres historiens pensent qu'une fois que la route arrivait à Grumentum, elle bifurquait vers l'est en direction d'Héraclée, sur la rive de la mer Ionienne. 
La voie Heraclea était la route la plus importante qui traversait la Lucanie à l'époque romaine, car elle était rattachée aux voies consulaires  Appia et Traiana.